# گروولند (ایلینوی)
گروولند (به انگلیسی: Groveland) یک روستا در ایالات متحده آمریکا است که در شهرستان تیزول، ایلینوی واقع شده‌است. گروولند ۲۳۷٫۱۴ متر بالاتر از سطح دریا واقع شده‌است.